# 埃弗里縣 (北卡羅萊納州)
埃弗里县（英語：Avery County）是美国北卡罗来纳州西北部的一個縣，西鄰田纳西州，面積640平方公里。根据2020年美國人口普查，共有人口17,806人。縣治紐蘭（Newland）。該縣成立於1911年2月12日，縣名紀念北卡羅萊納州司法部長、州議會議員懷特斯蒂爾·埃弗里（Waightstill Avery）。